# Famille von Keyserling
La famille von Keyserling ou von Keyserlingk est une famille de la noblesse balte, descendant de la noblesse de Westphalie.
Les origines de la famille remontent au XIIIe siècle avec Johann Keselinck, mentionné en 1226.
Une branche de la famille s'est installée en Livonie au XVe siècle, puis elle s'est illustrée dans l'Empire russe, en royaume de Prusse et dans l'Électorat de Saxe, ce qui permit à quatre membres de la famille au XVIIe siècle d'obtenir le titre de comte.

## Historique
La ligne directe de la famille commence avec Albert Keserlink (mentionné entre 1443 et 1467), maire de Herford.
En 1492, son fils, Hermann von Keyserlingk, participe aux croisades baltes au sein de l'ordre des Chevaliers Teutoniques en Livonie, ce pourquoi il reçoit des fiefs en Courlande de la part de Walter de Plettenberg.
Les Keyserling occupent ensuite de hautes fonctions en Courlande. Lorsque la région entre dans l'Empire russe au début du XVIIIe siècle, ils s'attachent au service de l'empereur.

## Personnalités
- Herman Karl von Keyserling (1697–30 septembre 1764), diplomate germano-balte au service de l'Empire russe;
- Dietrich von Keyserlingk (de) (1698-1745),
- Alexander von Keyserling (1815-1891), paléontologue, géologue et naturaliste germano-balte ;
- Eugen von Keyserling (1833-1889), naturaliste germano-balte ;
- Eduard von Keyserling (1855-1918), écrivain germano-balte de langue allemande ;
- Hermann von Keyserling (1880-1946), philosophe  germano-balte ;
- Arnold von Keyserling (1922-2005), fils de Hermann ci-dessous, petit-fils de Bismarck, philosophe, spécialiste des religions ;

## Domaines
- Château de Rayküll
- Château de Tels-Paddern